# Бюльбюльджан
Бюльбюльджан (азерб. Bülbülcan, имя при рождении — Абдул-Баги Али оглы Зулалов азерб. Əbdülbaqi Əli oğlu Zülalov; 1841, Шуша, Российская империя — 1927, Баку, ЗСФСР, СССР) — азербайджанский фольклорный певец, исполнитель мугама. Он получил известность благодаря исполнению азербайджанских мугаматов на азербайджанском, грузинском, персидском, лезгинском, кумыкском и русском языках.

## Биография
Зулалов, ставший известным под псевдонимом Бюльбюльджан (азерб. «соловушка»), родился в городе Шуше. В молодости он путешествовал по Кавказу и Персии. За свою жизнь он не раз выступал перед сильными мира сего, включая императора Александра III и иранского шаха Музафариддина, наградившего его высшим персидским Орденом Льва и Солнца.
С 1875 по 1905 годы Бюльбюльджан жил и работал в Тифлисе, выступая вместе с известным таристом и тоже уроженцем Шуши Садыхджаном. В 1905 году певец вернулся в Шушу и посвятил себя воспитанию своих осиротевших племянников Али Зулалова и Гамбара Зулалова, ставшими впоследствии выдающимися оперными певцами. В 1920-х он переехал в Баку, где преподавал в различных высших учебных музыкальных заведениях.
Бюльбюльджан оказал влияние на азербайджанскую школу мугама. Его наследие взрастило целый ряд выдающихся азербайджанских певцов. Семья Зулаловых продолжила музыкальные традиции своего предка. Дочь, внучка и племянники Бюльбюльджана впоследствии стали известны как деятели искусства мугама.

## Внешние ссылки
1. ↑  Зулалов Абдул-Баги Али оглы (Бюльбюльджан) - фольклорный певец, исполнитель мугама, ханенде. Дата обращения: 15 января 2014. Архивировано 16 января 2014 года.
2. ↑   Архивная копия от 16 января 2014 на Wayback Machine Бюльбюльджан (Абдулбаги Зулалов) со своим ансамблем
3. ↑  Его исполнение отметил сам Сталин... Архивная копия от 4 ноября 2016 на Wayback Machine. Нилуфар Гасанкызы. Вышка. 13 марта 2002, №13